# Драго Вукович
Драго Вукович  (хорв. Drago Vuković, 3 серпня 1983) — хорватський гандболіст, олімпійський чемпіон.

## Виступи на Олімпіадах
У складі національної збірної Хорватії призер Олімпійських ігор.
| Олімпіада   | Дисципліна | Місце |
| ----------- | ---------- | ----- |
| Афіни 2004  | гандбол    | 1     |
| Пекін 2008  | гандбол    | 4     |
| Лондон 2012 | гандбол    | 3     |